# Преодоление (фильм)
«Преодоление» (англ. Invincible; также известен как «Непобедимый») — американский художественный фильм в жанре биографической спортивной драмы, поставленный режиссёром Эриксоном Кором. Фильм основан на документальной истории Винса Папали, игравшего в американский футбол за «Филадельфия Иглз» с 1976 по 1978 год при поддержке своего тренера Дика Вермейла. Фильм вышел в прокат в США 25 августа 2006 года.

## Сюжет
Потеряв жену и работу преподавателя, 30-летний бармен Винс Папали решает воплотить в жизнь свою давнюю мечту. Ему предоставляется шанс принять участие в конкурсе, устроенном тренером профессиональной команды по американскому футболу «Филадельфия Иглз» Диком Вермейлом, который пригласил всех желающих попробоваться на место одного из игроков. В итоге происходит чудо, и Папали, не игравший до этого даже в студенческой команде, становится профессиональным спортсменом.

## В ролях
| Актёр          | Роль                      |
| -------------- | ------------------------- |
| Марк Уолберг   | Винс Папали               |
| Грег Киннир    | тренер Дик Вермейл        |
| Элизабет Бэнкс | Джанет Кентвэл            |
| Кевин Конуэй   | Фрэнк Папали (отец Винса) |
| Майкл Рисполи  | Макс Кентвэл              |
| Керк Асеведо   | Томми                     |
| Дон Давидофф   | Джонни                    |
| Майкл Келли    | Пит                       |
| Майкл Нури     | Леонард Тоз               |
| Лола Глодини   | Шерон Папали              |
| Линн Коэн      | мисс Спиньетти            |

Сам Винс Папали сыграл эпизодическую роль одного из тренеров.

## Награды и номинации
| Номинации | Номинации        | Номинации               | Номинации                     |
| Год       | Премия           | Категория               | Номинант                      |
| --------- | ---------------- | ----------------------- | ----------------------------- |
| 2007      | ESPY Awards      | Лучший спортивный фильм |                               |
| 2007      | MTV Movie Awards | Лучший поцелуй          | Марк Уолберг и Элизабет Бэнкс |